# Hyundai i20 WRC
El Hyundai i20 WRC es un vehículo de rally basado en el Hyundai i20 con homologación World Rally Car. Fue construido por Hyundai para competir en el Campeonato Mundial de Rally y presentado en el Salón del Automóvil de París de 2012. El regreso de la marca a la competición estaba inicialmente previsto para 2013, con un calendario reducido, aunque finalmente se produjo en la temporada 2014 por lo que el i20 debutó en el Rally de Montecarlo de 2014. El i20 es el quinto modelo de los World Rally Cars de nueva generación con motor 1.6 cc, introducidos en 2011, tras el Citroën DS3 WRC, el Ford Fiesta RS WRC, el Mini John Cooper Works WRC y el VW Polo R WRC. Supuso para la marca el segundo WRC que desarrolla, tras el Hyundai Accent WRC vehículo que compitió entre 2000 y 2003.
La primera versión del Hyundai i20 WRC se presentó en el Salón del Automóvil de París de 2012 y un año después, en el Salón del Automóvil de Ginebra de 2013, la marca presentó una segunda versión con mejoras aerodinámicas, un diseño renovado y mejoras respecto a la primera versión principalmente en el chasis y las suspensiones. En octubre de 2014 la marca realizó los primeros test de la segunda versión, modelo con cinco puertas.
El Hyundai i20 WRC logró su primera victoria en una prueba sobre asfalto del campeonato francés: el Rally Antibes-Costa Azul, con el francés Bryan Bouffier como autor. Posteriormente Thierry Neuville hizo lo mismo en el East Belgian Rally, prueba del campeonato belga y luego en el Rally de Alemania, logrando no solo su primera victoria personal en el campeonato del mundo sino también el primer triunfo para el modelo en el certamen y para la marca Hyundai.

## Desarrollo

### Test
La marca coreana cuenta con un equipo para el desarrollo del vehículo con sede en Alzeanu, Alemania. Entre el personal destacan los franceses Michel Nandan como responsable deportivo, Bertrand Vallat como director de diseño (ingeniero que participó en el desarrollo del Peugeot 207 S2000), Stephane Girard como director de motores (con experiencia en Peugeot, Citroën y Subaru) y al belga Alain Penasse como jefe de equipo, este último que trabajó en el pasado dentro del Toyota Team Europe, Peugeot Sport y Michelin.
Los primeros test del Hyundai se llevaron a cabo en el mes de mayo de 2013 durante tres jornadas donde el coche rodó en un circuito completando un total de 550 km. Más tarde, en el mes de julio, la marca se desplazó hasta las localidades de Chateau Lastours y Mazamet, en el sur de Francia, para completar los primeros kilómetros sobre tierra.
El equipo realizó una sesión de test durante diez días en el mes de agosto con Bouffier y Hänninen. Primeramente se trasladaron a Francia para rodar sobre asfalto y luego en Finlandia donde Hänninen rodó sobre los clásicos caminos de tierra fineses. El i20 WRC también estuvo en el sur de España, concretamente en Huelva, para estudiar el comportamiento de su motor en condiciones de mayor altitud y posteriormente en Cataluña donde a los habituales Bouffier y Hänninen se sumó Chris Atkinson. En el mes de diciembre el equipo también se desplazó hasta Laponia (Finlandia) para rodar sobre tramos nevados, concretamente en la localidad de Rovaniemi, muy cerca de donde se disputa el Arctic Rally, donde estuvo presente para probar el vehículo el finlandés y excampeón del mundo Marcus Grönholm. Otro de los pilotos que participaron en las jornadas de test durante todo el año 2013, que se saldaron con un total de 7700 km, fue el holandés Kevin Abbring.

### Presentación
La marca coreana presentó el Hyundai i20 WRC y su equipo para la temporada 2014 el 10 de diciembre de 2013 en la sede de Hyundai Motor Europe en Offenbach, Alemania. Los pilotos elegidos para competir fueron: Thierry Neuville, Juho Hänninen, Dani Sordo y Chris Atkinson. A su vez también se mostró la decoración definitiva del coche: azul y gris con predominio del rojo por el principal patrocinador del equipo, la petrolera Shell. El automóvil presentó un nuevo logotipo "N" que simboliza la tecnología de la marca inspirado en el centro de investigación que colaboró con Hyundai Motorsport en el desarrollo del i20 WRC.

## Competición

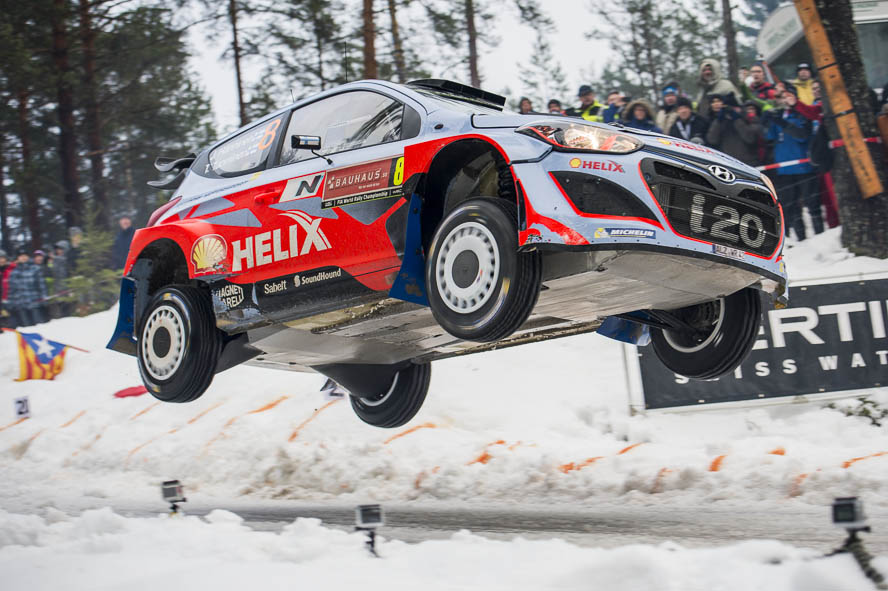
El Hyundai i20 WRC de Hanninen durante la segunda prueba en su año de debut.

### Temporada 2014
El Hyundai i20 WRC hizo su debut en el Rally de Montecarlo de 2014 con los pilotos Thierry Neuville y Dani Sordo. Sin embargo ninguno de los dos pilotos consiguió completar el primer día de carrera. Neuville se salió en el primer tramo de la prueba en una curva rápida de derecha y golpeó la parte trasera del coche contra un poste por lo que no pudo seguir, mientras que su compañero de equipo consiguió ascender hasta la tercera plaza, pero justo antes del inicio del quinto tramo una avería en el alternador le obligó a abandonar. En Suecia, donde participaron Neuville y Hänninen, ambos sufrieron un accidente en el mismo punto que los obligó a abandonar aunque luego se reengancharon a la carrera terminando en la posición 28 y 19 respectivamente.  Estas posiciones le valió a la marca sumar los primeros puntos de la temporada en el campeonato de marcas al conseguir el noveno y séptimo puesto. Tras la prueba sueca el equipo se trasladó hasta Almería (España) donde realizó una sesión de test preparatorios de cara a las citas de México y Portugal. En México, con Neuville y Chris Atkinson, la marca sumó sus primeros puntos en el campeonato de pilotos, con un séptimo puesto del australiano y además obtuvo su primer podio gracias al tercer puesto del piloto belga. En Portugal participaron por primera vez tres Hyundai, uno de ellos, el de Dani Sordo con el segundo equipo de la marca, el Hyundai Motorsport N que debutó en esta prueba. El español aunque abandonó, logró el primer scratch para el coche, mientras que Neuville fue séptimo y Hänninen octavo.
En la novena prueba, Alemania, el equipo compitió con Neuville, Sordo y Bouffier y a pesar de un inicio modesto con accidente del piloto belga en el shakedow incluido, los distintos abandonos de los líderes de la prueba, primero Sébastien Ogier, luego Jari-Matti Latvala y finalmente Kris Meeke, permitieron a Neuville ganar y a Sordo subir hasta la segunda plaza del podio, lo que significó no solo la primera victoria y el primer doblete para el Hyundai i20 WRC, sino también para la marca surcoreana por primera vez en la historia del campeonato del mundo.
En las pruebas restantes todos los pilotos consiguieron terminar la carrera sin sufrir ningún percance de consideración y además terminando entre los diez primeros, salvo Hänninen que terminó en la posición 30.ª en el Rally de Gran Bretaña. Por su parte Neuville que sumó puntos en todas las citas restantes volvió a terminar cerca del podio en Gales. Sordo participó en Francia y España logrando ser cuarto y quinto respectivamente mientras que Bouffier participó también en Francia con una novena posición y Paddon en las dos últimas citas, España y Gran Bretaña con un noveno y décimo puesto respectivamente.
| Año  | Equipo                   | Pilotos          | MON | SWE | MEX | POR | ARG | ITA | POL | FIN | DEU | AUS | FRA | ESP | GBR | Pos. | Puntos | Notas |
| 2014 | Hyundai World Rally Team | Thierry Neuville | Ret | 28  | 3   | 7   | 5   | 16  | 3   | Ret | 1   | 7   | 8   | 6   | 4   | 4º   | 187    |       |
| 2014 | Hyundai World Rally Team | Juho Hänninen    |     | 19  |     | 8   |     | Ret | 6   | 6   |     |     |     |     | 30  | 4º   | 187    |       |
| 2014 | Hyundai World Rally Team | Dani Sordo       | Ret |     |     |     | Ret |     |     |     | 2   |     | 4   | 5   |     | 4º   | 187    |       |
| 2014 | Hyundai World Rally Team | Chris Atkinson   |     |     | 7   |     |     |     |     |     |     | 10  |     |     |     | 4º   | 187    |       |
| 2014 | Hyundai Motorsport N     | Dani Sordo       |     |     |     | Ret |     |     |     |     |     |     |     |     |     | 7º   | 28     |       |
| 2014 | Hyundai Motorsport N     | Hayden Paddon    |     |     |     |     |     |     | 12  | 8   | 8   |     |     | 9   | 10  | 7º   | 28     |       |
| 2014 | Hyundai Motorsport N     | Bryan Bouffier   |     |     |     |     |     |     |     |     | Ret |     | 9   |     |     | 7º   | 28     |       |

## Palmarés

### Victorias en el Campeonato del Mundo de Rally
| N.º | Año  | Rally                       | Superficie | Piloto           | Copiloto        | Equipo                         |
| --- | ---- | --------------------------- | ---------- | ---------------- | --------------- | ------------------------------ |
| 1   | 2014 | 32. ADAC Rallye Deutschland | Asfalto    | Thierry Neuville | Nicolas Gilsoul | Hyundai Shell World Rally Team |
| 2   | 2016 | 36º YPF Rally Argentina     | Tierra     | Hayden Paddon    | John Kennard    | Hyundai Motorsport N           |
| 3   | 2016 | 13º Rally d'Italia Sardegna | Tierra     | Thierry Neuville | Nicolas Gilsoul | Hyundai Motorsport N           |